# Wehenbelastungstest
Der Wehenbelastungstest (auch Oxytocinbelastungstest, kurz OBT) wird in der Schwangerschaft durchgeführt. Ziel des Tests ist es, Wehen zu erzeugen, um so die Versorgung des Feten während der Wehen zu überprüfen. Der Test erlaubt Aussagen über die Funktion des Mutterkuchens (Plazenta) – zum Beispiel, ob die fetale Versorgung ausreichend ist oder ob die Geburt eingeleitet oder ein Kaiserschnitt durchgeführt werden muss.
Gründe, einen Wehenbelastungstest durchzuführen, sind ein auffälliges CTG (unregelmäßige oder hohe oder tiefe kindliche Herzfrequenz), der Verdacht auf Plazentainsuffizienz (unzureichende Versorgung des Feten) oder die rechnerische Übertragung (Überschreitung des errechneten Geburtstermines um 8–10 Tage).

## Durchführung
Die Durchführung des Testes erfolgt in der Regel in einer Geburtsklinik unter kontinuierlicher Überwachung der fetalen Herzfrequenz. Es wird eine Infusion mit Oxytocin (Wehenmittel) kontinuierlich gesteigert, bis eine regelmäßige Wehentätigkeit erreicht wird. Alternativ kann auch ein Nasenspray mit Oxytocin regelmäßig appliziert werden – hierbei ist aber die Dosis weniger gut kontrollierbar.
Sollten während des Testes Auffälligkeiten bei der kindlichen Herztätigkeit auftreten, muss das weitere Vorgehen geplant werden abhängig von der Art der fetalen Herzreaktion, dem Schwangerschaftsalter, der fetalen Lage und dem Zustand des Muttermundes. Die Entscheidungsmöglichkeiten sind Überwachung, Geburtseinleitung oder Entbindung per Kaiserschnitt.

## Klinische Bedeutung
Da der Wehenbelastungstest keinen evidenzbasierten klinischen Vorteil aufweist und eine Falschpositiv-Rate von bis zu 50 % hat, wird der Test von der Deutschen Gesellschaft für Gynäkologie und Geburtshilfe als obsolet gesehen.